# 三和瓦窯
三和瓦窯位於臺灣高雄市大樹區，鄰近高屏溪上的下淡水溪鐵橋，曾入選高雄縣歷史建築十景與臺灣歷史建築百景（20名）之一，並於2004年3月2日公告為歷史建築。
大樹地區由於土質因素，過去為臺灣主要的瓦窯集中地，但現在僅存三和瓦窯的三座仍在運作。目前三和瓦窯除繼續生產傳統磚瓦供古蹟修復使用外，也有生產文創產品。

## 社區工藝發展

### 興起與衰退
大樹地處高屏溪畔，汲水方便，且黏土質細緻無雜質，適合用以燒磚製瓦，直至清末方有自唐山習得燒窯製磚技藝，窯廠相繼設立。日治時期，大樹地區瓦窯廠蓬勃發展，全盛時約有23家窯場、多達130多條窯，曾為臺灣最主要的瓦窯生產集散地。
大樹的三和瓦窯廠於1918（大正7） 年由許安然先生所創建，當時名為「順安號瓦及煉瓦工廠」，日治末期曾擴大併購窯廠改名為「源順安煉瓦工廠」；戰後，再度更名為「源順安製瓦工廠」，後再改名為「三和瓦廠」。1960年代，因磚瓦建材需求用量日益減少，大樹地區的瓦窯產業日漸沒落。1988年金源興瓦廠關閉後，三和瓦窯廠成為大樹最後一間窯場。

### 文化轉型
三和瓦窯第四代窯主李俊宏籌組「瓦窯文化協會」，1994年參與社區活動與社區營造工作坊，透過社區活動喚起大樹人對於磚瓦窯的記憶與熱情。2004年大樹三和瓦窯廠被高雄市政府登錄為歷史建築。2006年，向國立臺灣工藝研究所的社區工藝扶植計畫，發展社區微型工藝網絡促進社區經濟發展，更進一步開發紅磚文創工藝商品，引領社區工藝走向產業文化的道路。2011年成立文創設計公司，創立文創品牌「三和瓦窯」。三和瓦窯目前所燒製的成品多用於舊建築修復，另外也透過經濟部小型企業創新研發計畫，融合創新思維使用廢棄磚材及稻殼灰打造環保磚。

## 外部連結
- 大樹鄉三和瓦窯——高雄市政府文化局